# John Assheton
John Assheton (fl. 1548) foi um padre anglicano em "Shiltelington" (talvez Shillington, Bedfordshire) que é o primeiro anti-trinitário inglês registrado.
Quase nada se sabe sobre Assheton, exceto o registro de retratação a Thomas Cranmer em 1548. Na sua abjuração, Assheton detalha a sua objeção anterior à Trindade, à pessoa e personalidade do Espírito Santo, à pré-existência de Cristo, mas não ao nascimento virginal. Isso então parece ser o que mais tarde seria chamado de posição sociniana, não ariana ou totalmente unitarista.
Assheton foi identificado como o sujeito da obra de 1549 The Fal of the Late Arrian pelo historiador católico John Proctor, pelo menos provisoriamente, por historiadores, incluindo Diarmaid MacCulloch. MacCulloch também descreve Assheton (Ashton) como um homem de Cambridge, com ligações com a nobreza como capelão.